# Silke Å
Silke Å er en ca. 10 kilometer lang å der løber i Faaborg-Midtfyn Kommune på den sydvestlige del af Fyn. Den kommer fra sydenden af Brændegård Sø og  svinger kort efter i nordvestlig retning, forbi herregården Brahetrolleborg og den  tidligere  Brahetrolleborg Vandmølle hvis historie går tilbage til middelalderen.  Åen fortsætter videre mod nordvest og løber ud i Odense Å øst for Arreskov Sø.  
Silke Å og ådalen var i 2010 en del af et naturgenoprettelsesprojekt der genetablerede åens oprindelige slyngninger, og skabte et 232 hektar stort vådområde langs åen. 

Den nedre del af åen ligger i Natura 2000-område nr. 120 Skove og søer syd for Brahetrolleborg og en lille del ligger i det fredede område Brændegård Sø og Nørresø